# True Live
True Live est un groupe de jazz rap australien formé en 2003 à Melbourne, en Australie. 

## Historique
Le groupe est composé de six musiciens de formation classique : un chanteur, un violoniste, un violoncelliste, un contrebassiste, un pianiste et un batteur. En 2005, True Live signe avec Shock Records et sort son premier EP, Mintons. En octobre 2006, le groupe sort son premier album The Shape of it. Au début de 2007, True Live reçoit quatre étoiles dans Rolling Stone Magazine. Le groupe sort son second album Found Lost le 7 mars 2011 en France. Féfé est en duo sur une des chansons de l'album dans l'édition française.